# Hilton Milwaukee City Center
Le Hilton Milwaukee City Center est un hôtel américain situé à Milwaukee, dans le Wisconsin. Ouvert en 1928, cet établissement d'Hilton Hotels & Resorts est membre des Historic Hotels of America et des Historic Hotels Worldwide depuis 2011.